# Learning to Fly
Singles de Pink Floyd
Not Now John / The Hero's Return
(1983) On the Turning Away / Run Like Hell (live)
(1987)
Pistes de A Momentary Lapse of Reason
Signs of Life The Dogs of War
Learning to Fly est une chanson du groupe de rock progressif britannique Pink Floyd. Elle apparaît sur l'album A Momentary Lapse of Reason, paru en 1987, et sur la compilation Echoes: The Best of Pink Floyd, sortie en 2001. 
C'est probablement cette chanson qui remporta le plus de succès lors de la sortie d'A Momentary Lapse of Reason. Elle fut régulièrement jouée en début de spectacle après Shine On You Crazy Diamond ou Signs of Life dans les tournées des deux derniers disques. Durant les tournées, vers la fin de la chanson, ils jouaient un extrait de guitare provenant de la chanson Young Lust.

## Personnel
- David Gilmour – chant, guitares, boîte à rythmes
- Nick Mason – chœurs, percussions additionnelles, effets sonores
- Bob Ezrin – boîte à rythmes
- Jim Keltner – samples de batterie
- Jon Carin – claviers
- Tony Levin – guitare basse
- Darlene Koldenhaven, Carmen Twillie, Phyllis St. James et Donnie Gerard – chœurs

## Liens
- Site officiel de Pink Floyd
- Site officiel de David Gilmour